# Kostel svatého Jakuba Většího (Chotěboř)
Kostel svatého Jakuba Většího se nachází v centru Chotěboře v ulici Trčků z Lípy. Jedná se o dvoulodní kostel původně z 11. století s hranolovou věží, jehož současná podoba vznikla po novogotické přestavbě na konci 19. století. Spadá pod chotěbořské děkanství a od 3. května 1958 je kulturní památkou.

## Historie a popis
Počátky kostela se datují do 11. století. Z původní románské stavby se dochovala část zdiva ve věži a v severní lodi. Další zachovalé románské fragmenty jsou uloženy v chotěbořském městském muzeu. Nejzásadnějším je hlavice sloupu, jež dříve nejspíše podpírala tribunu a díky které se kostel datuje do románské doby. Nejvíce se do stavebního charakteru kostela promítla gotická přestavba z přelomu 14. a 15. století, z níž se zachoval částečně presbytář a severní stěna lodi s portálem. Svatostánek postihly čtyři požáry (1692, 1740, 1800, 1832), po nichž byly sneseny klenby a nahrazeny plackami. Novogotické přestavby, jež proběhla v letech 1894–1895, se ujal F. Schmoranzem. V oknech se nachází gotická žebrová kružba z pískovce. Do fasády jsou včleněny čtyři opěrné sloupy. Poslední zásadní rekonstrukcí prošel kostel roku 2016, kdy byl opraven jeho krov. V srpnu 2019 propukl v kostele menší požár s odhadovanou škodou kolem milionu korun.
Interiéru kostela vévodí hlavní oltář svatého Jakuba Staršího. V postranní lodi se nachází oltáře Panny Marie Pasovské, Svaté rodiny a Panny Marie Lurdské. Nejstarším inventářem kostela je cínová křtitelnice z roku 1524, ulitá Ondřejem Ptáčkem z Kutné Hory. V interiéru i exteriéru se nachází šest náhrobníků.

## Galerie

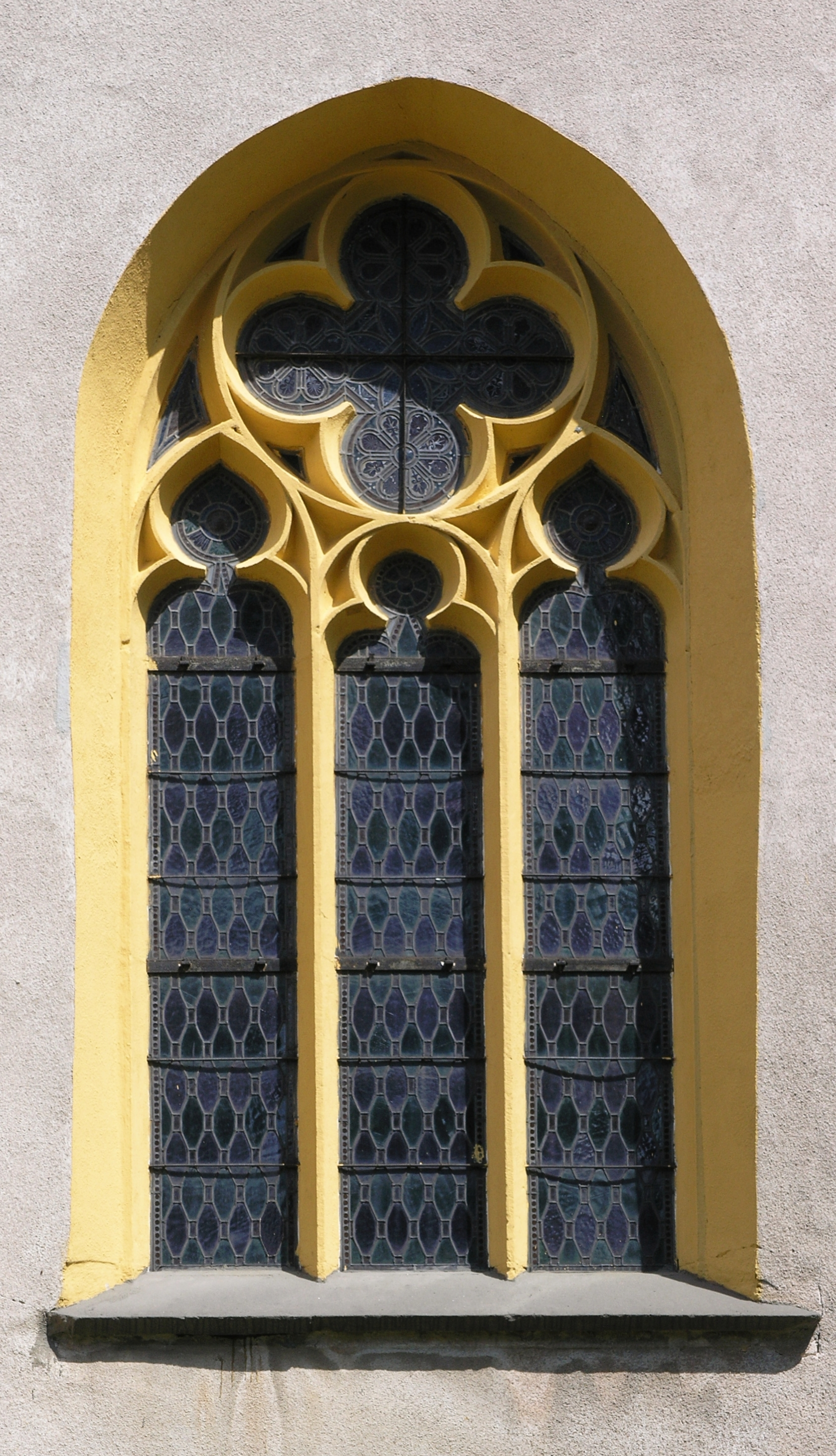
Detail gotické kružby v okně
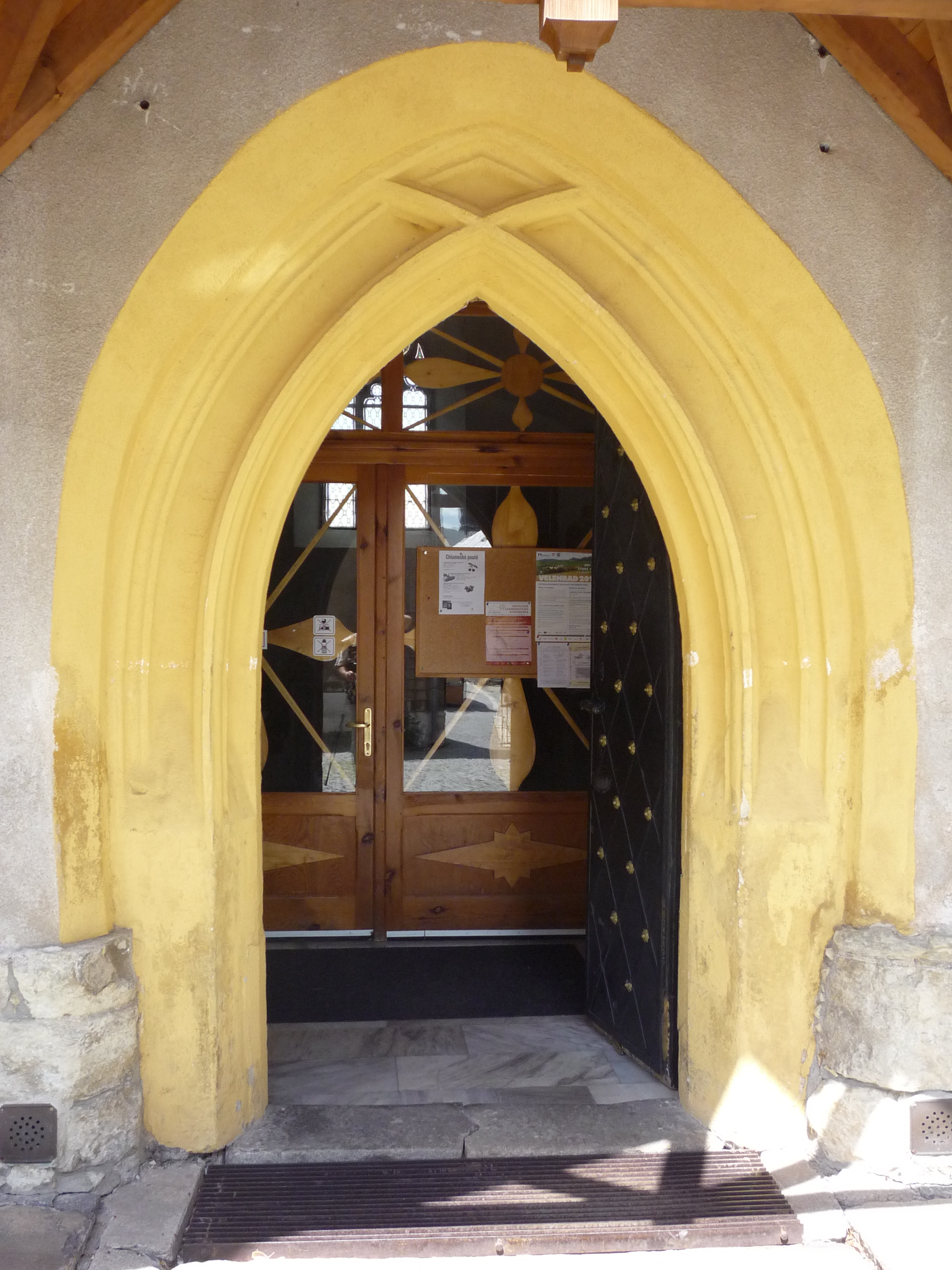
Gotický vstupní portál
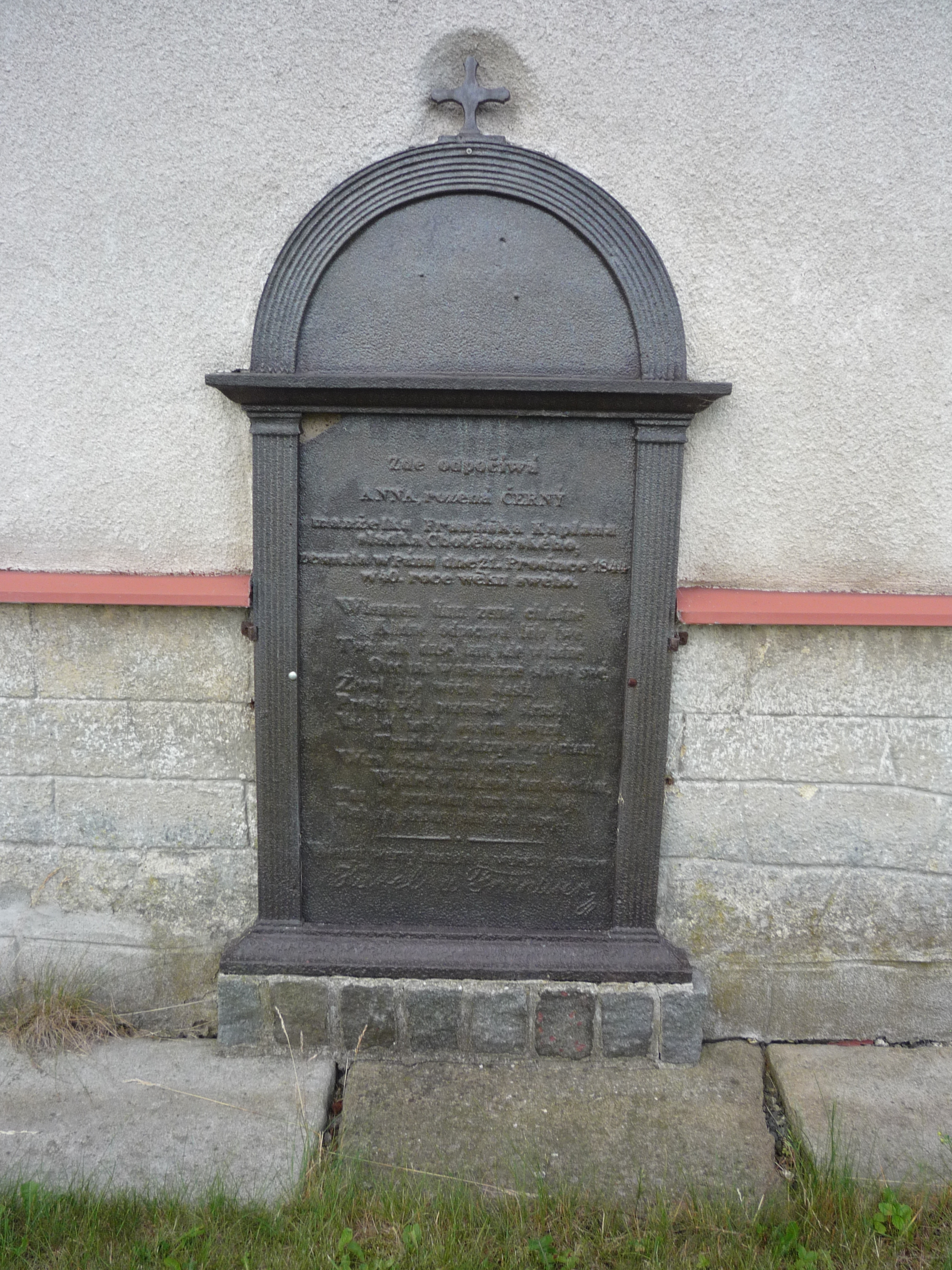
Náhrobník Anny Černé ve venkovní zdi kostela